# Cursed
Cursed är en amerikansk thriller/skräckfilm från 2005 i regi av Wes Craven efter manus av Kevin Williamson.

## Referat
Ellie och hennes bror Jimmy bor ihop i ett hus i Los Angeles. En kväll råkar de ut för en trafikolycka på Mulholland Drive. När de försöker rädda kvinnan i den andra bilen ur bilvraket blir de anfallna av en varulv som sliter kvinna i stycken och skadar de två syskonen.
Redan dagen efter märker de att de har förändrats, Ellies luktsinne har förbättrats och Jimmy vaknar naken i rabatten utanför huset. Från TV:s nyheter får de också veta att varulven, som myndigheterna tror är en björn eller ett lejon, fortsätter att kräva offer. Ellie försöker kämpa emot förändringarna medan hennes bror utnyttjar sin ökade muskelstyrka för att imponera på Brooke som går i samma high school genom att besegra hennes pojkvän Bo i brottningsringen.
Ellies fästman Jake har premiär på sin nya nattklubb och under premiären inser de att det är Ellies stroppiga kollega Joanie som är varulven. Det blir en kamp på liv och död mellan varulven och syskonen innan polisen dödar varelsen. Efteråt förstår de snart att de inte lyckades döda den varulv som bet dem och deras förvandling fortskrider obönhörligt.
I en stor uppgörelse i syskonens hem konfronterar de den verkliga varulven, Jake. Ellie dödar honom och därmed har deras förbannelse upphävts. Utanför deras hem står Brooke och väntar på att ge honom en kyss; hennes pojkvän Bo har insett att han är homosexuell.

## Om filmen
Statens biografbyrå gav filmen 15 års åldersgräns med motiveringen: "Inslag av monsterattacker, starka chockeffekter och krypande skräckstämning, våldsamma slagsmål och blodig skottlossning."
Filmen kom ut på DVD i juni 2005, som director's cut. Den versionen är två minuter längre än biografversionen och innehåller grovt våld som klipptes ur den första versionen.

## Rollista (urval)
- Christina Ricci -  Ellie, TV-producent
- Jesse Eisenberg - Jimmy, elev på high school
- Joshua Jackson -  Jake, Ellies fästman, nattklubbsägare
- Judy Greer - Joanie, Ellies kollega
- Milo Ventimiglia -  Bo, den tuffa killen i skolan
- Kristina Anapau - Brooke, den snygga tjejen i skolan
- Shannon Elizabeth -  Becky, kvinnan i bilen som blev påkörd
- Mýa -  Jenny
- Portia de Rossi -  Zela
- Michael Rosenbaum - Kyle